# Cabera griseolimbata
Cabera griseolimbata là một loài bướm đêm trong họ Geometridae.